# Bitwa w zatoce Køge (1677)
Bitwa morska w Zatoce Køge – starcie zbrojne, które miało miejsce 1 lipca 1677 podczas wojny szwedzko-duńskiej (1675–1679) będącej częścią wielkiej europejskiej wojny Francji z koalicją.

## Bitwa
Po utracie kontroli nad Bałtykiem przed rokiem w bitwie pod Olandią, Szwedzi postanowili ją odzyskać. Flota duńska dowodzona przez Nielsa Juela miała 19 liniowców, 17 mniejszych jednostek, 1 354 działa i 6 700 ludzi, podczas gdy flota szwedzka dowodzona przez Henrika Horna – 25 liniowców, liczne jednostki mniejsze, transportowce z 3 000 żołnierzy, 1 792 działa i 8 260 ludzi.
Celem floty szwedzkiej było wysadzenie desantu na Zelandii.
Szwedzka flota opuściła Dalaro pod Sztokholmem 9 czerwca 1677. Dnia 13 czerwca dołączył do niej okręt Kalmar z Olandu oraz Andromeda i Gustavus, resztki eskadry Sjoblada.
Duńska flota opuściła Kopenhagę 24 czerwca 1677. Jednak wkrótce potem musiała rzucić kotwice z powodu braku wiatru. O świcie 29 czerwca obie floty dostrzegły się nawzajem.
Około 8:00 30 czerwca Horn podniósł kotwice i pożeglował z wiatrem południowo-południowo-zachodnim w kierunku duńskiej floty. Obie strony zachowywały dystans, a Szwedzi za przykładem Duńczyków uszykowali się w linię. Juel przez całą noc próbował na próżno ustawić się korzystnie w stosunku do wiejącego wiatru.
Dnia 1 lipca o świcie, nie zważając na to, że niektóre jego statki zostały z tyłu, Juel przystąpił do bitwy. Walki rozpoczęły się około 5:00. Horn posłał brandery, lecz Duńczycy zdołali odciągnąć je na bok. Admirał Juel umiejętnie manewrował, wykorzystując znajomość wód, starając się zepchnąć Szwedów na mielizny koło Zelandii.
Gdy floty zbliżyły się do brzegu przy cyplu Stevna, spełniła się cicha nadzieja Juela, że Szwedzi spróbują stanąć w kierunku strony nawietrznej i zostaną zepchnięci na mieliznę.
Szwedzi stracili 8 okrętów liniowych, kilka mniejszych jednostek i ponad 3 000 ludzi. Większość straconych okrętów osiadła na mieliźnie. Duńczycy w bitwie nie stracili żadnego okrętu, tylko około 100 ludzi zginęło a 275 było rannych. Jednak dwa okręty zostały tak ciężko uszkodzone, że następnego dnia zatonęły w sztormie.
Bitwa w Zatoce Køge znana jest jako największe zwycięstwo Duńczyków i Norwegów na morzu uzyskane bez cudzej pomocy.